# Мала Токарівка
Мала́ Токарі́вка — село в Україні, у Житомирському районі Житомирської області. Входить до складу Романівської селищної громади. Населення становить 160 осіб.

## Географія
Село розташоване на лівому березі річки Случ.

## Економіка
На території села розташоване родовище «Горний» (Підприємство «Шпат»). Основний напрямок діяльності — видобуток відкритим способом і подальша переробка пегматитової сировини (зрощені кристали калієвого польового шпату і кварцу) для підприємств фарфоро-фаянсової промисловості, будівельної та художньої кераміки.